# Викатний
Викатни́й (рос. Выкатной) — селище у складі Ханти-Мансійського району Ханти-Мансійського автономного округу Тюменської області, Росія. Адміністративний центр Викатного сільського поселення.
Населення — 727 осіб (2010, 529 у 2002).
Національний склад станом на 2002 рік: росіяни — 83 %.